# Tetraponera mocquerysi
Tetraponera mocquerysi är en myrart som först beskrevs av Andre 1890.  Tetraponera mocquerysi ingår i släktet Tetraponera och familjen myror.

## Underarter
Arten delas in i följande underarter:
- T. m. biozellata
- T. m. elongata
- T. m. lepida
- T. m. lutea
- T. m. mocquerysi

## Bildgalleri

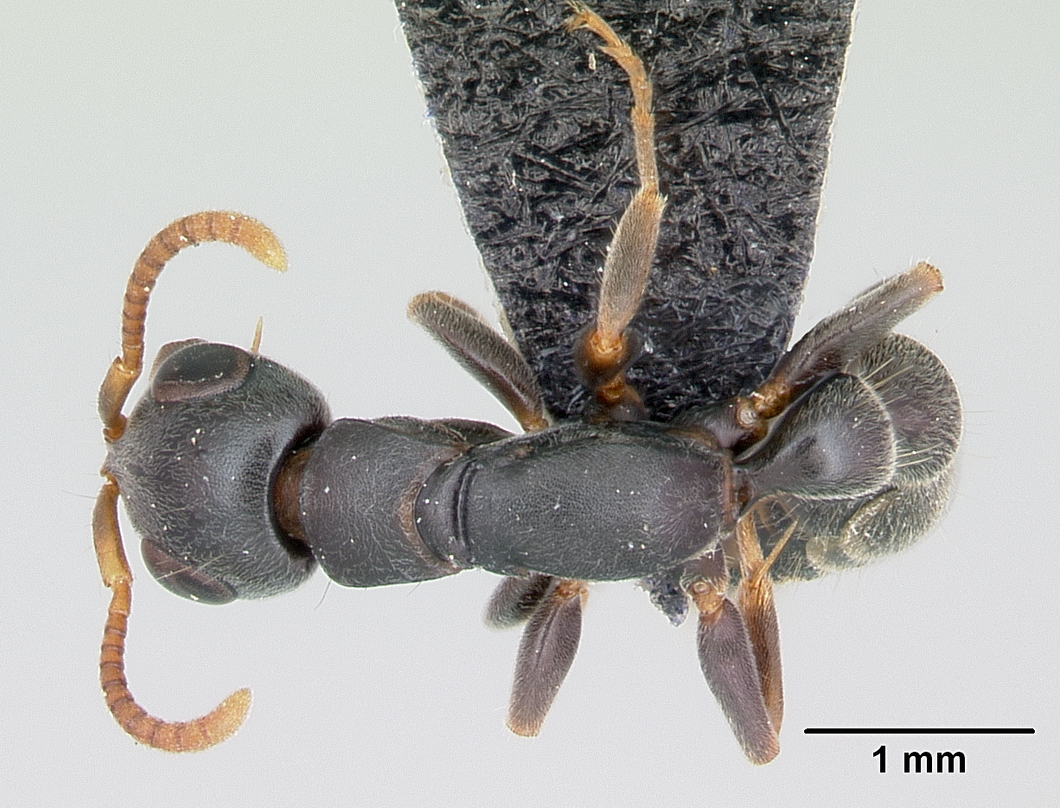
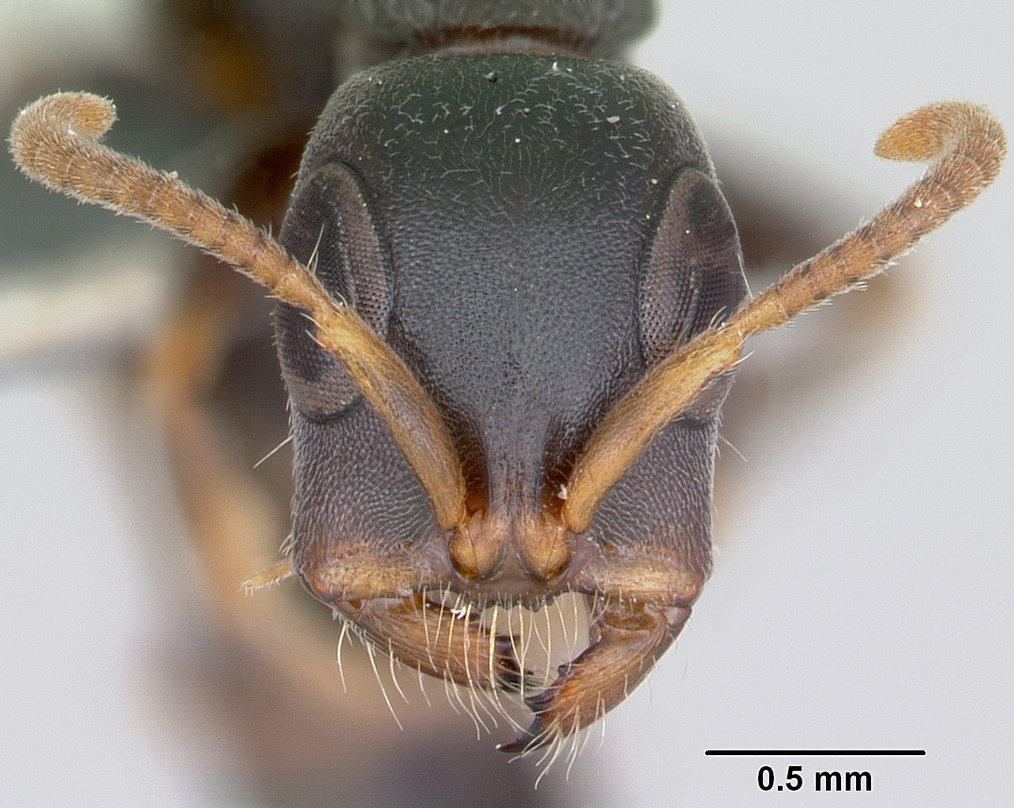
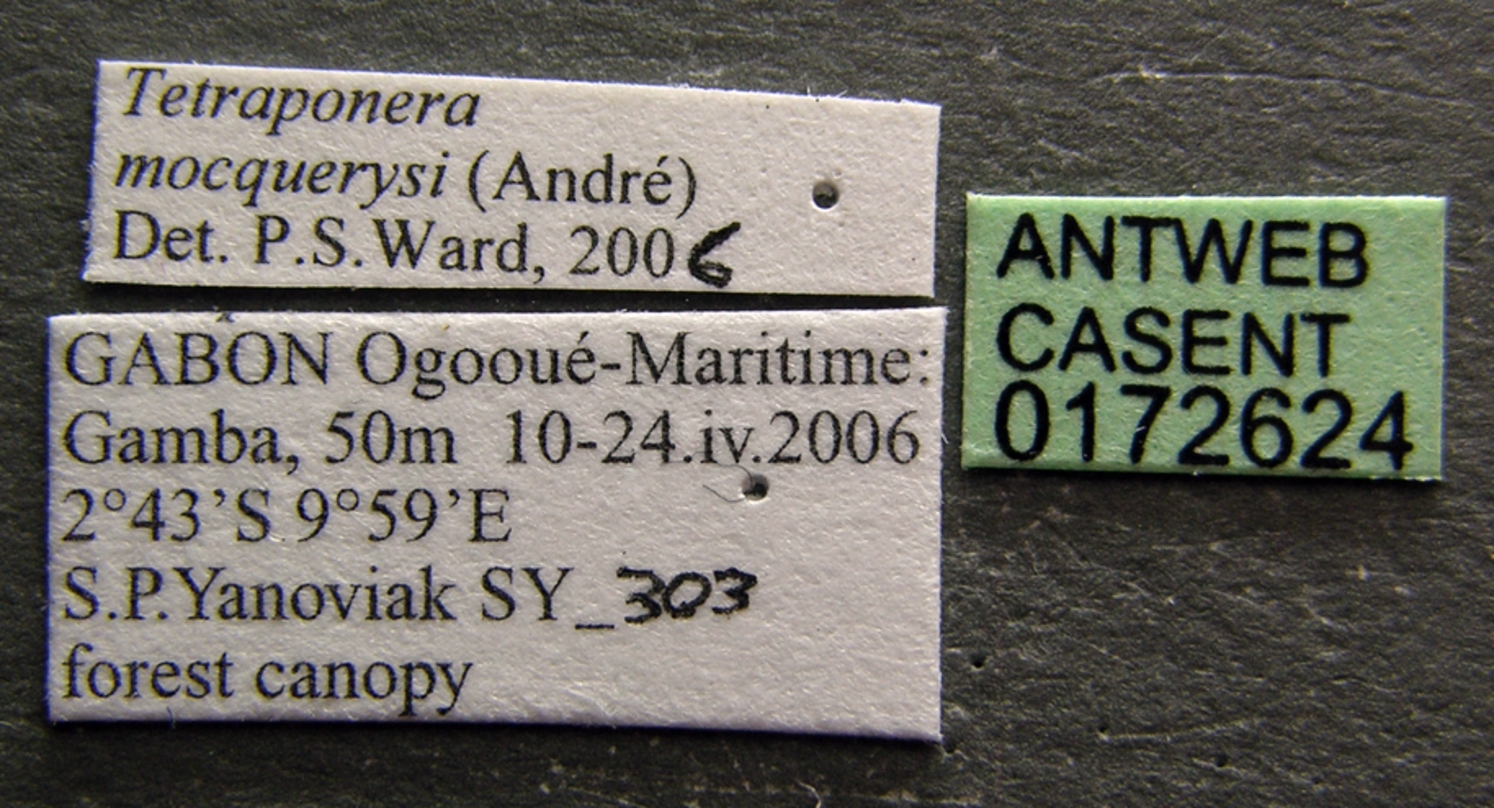
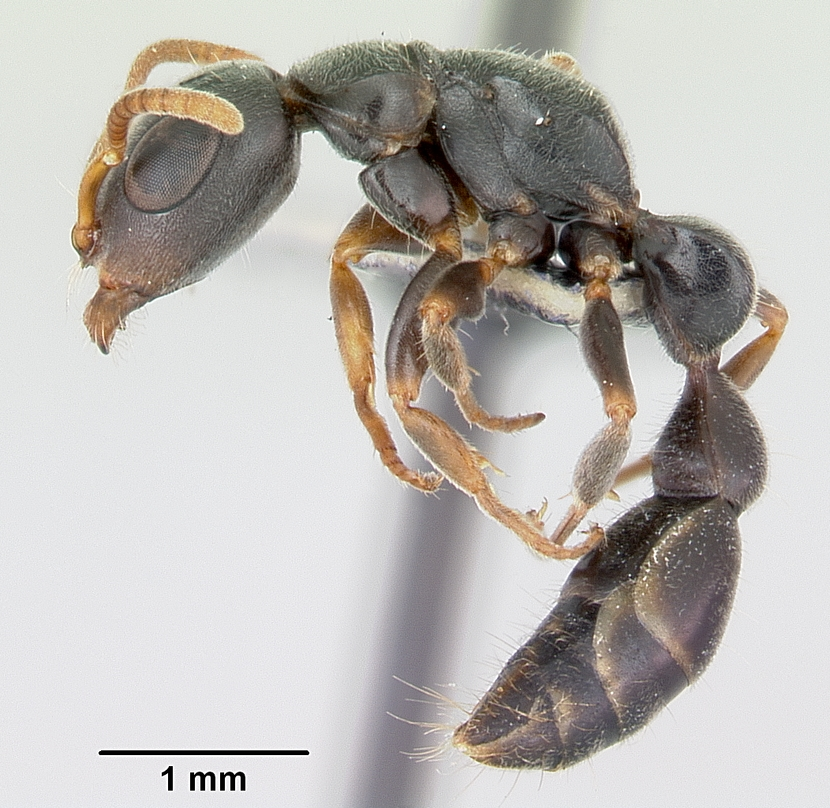
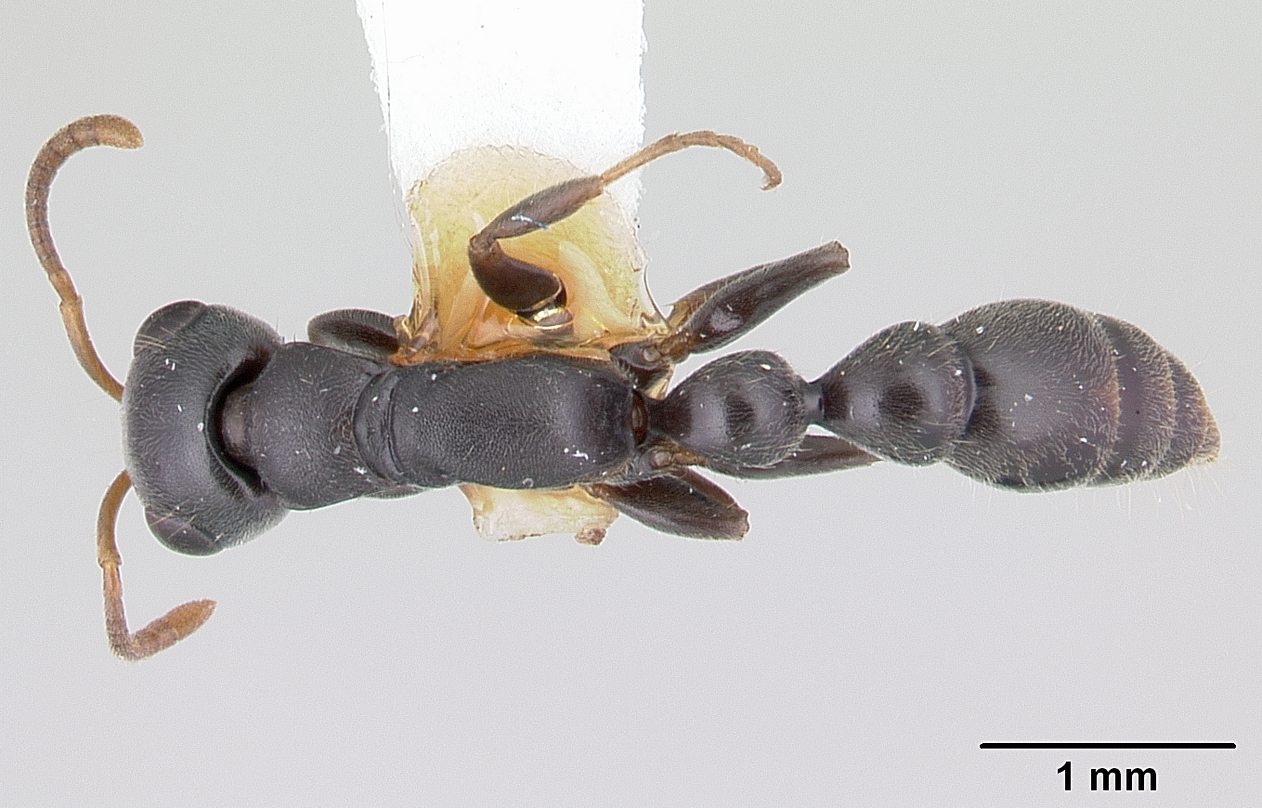
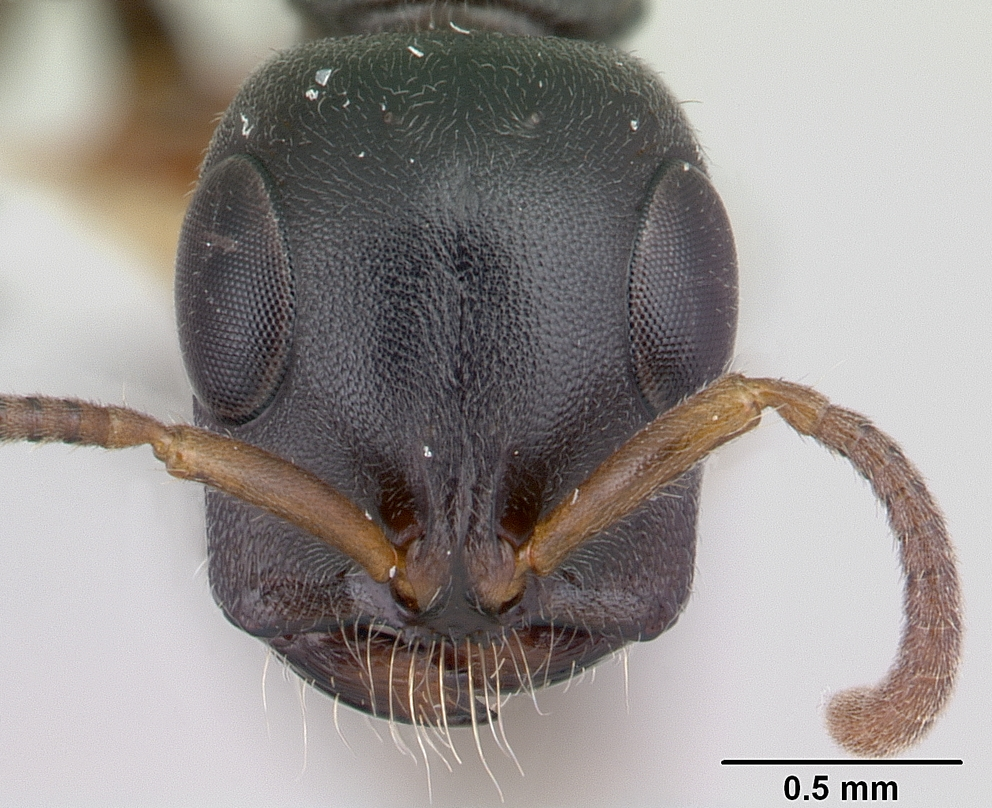